# مرکز خرید لاکانترا

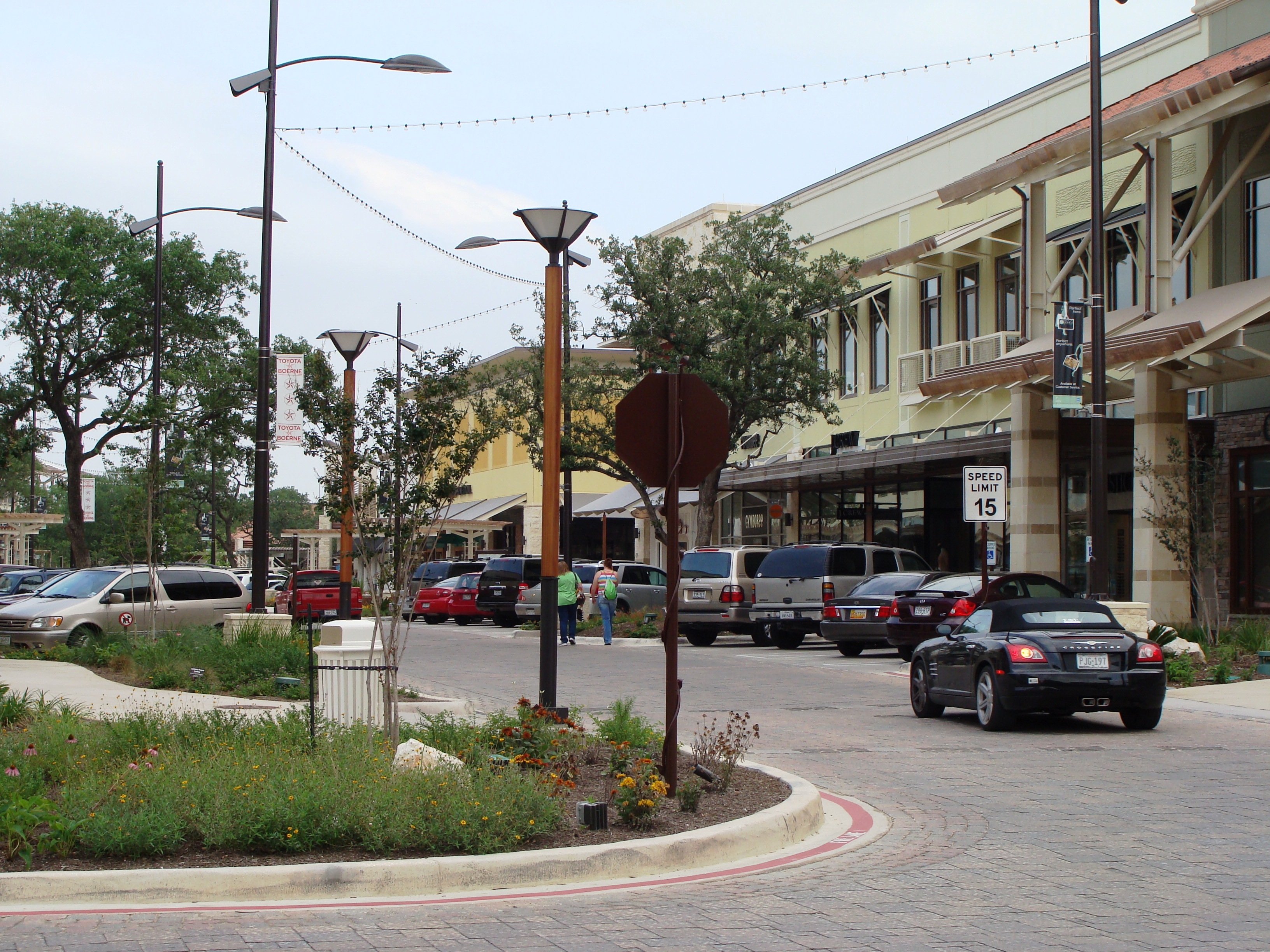

مرکز خرید لا کانته‌را (به انگلیسی: The Shops at La Cantera) نام معتبرترین مرکز خرید شهر سن آنتونیو در ایالت تگزاس است.
این مرکز خرید سرباز با ۱۲۱٬۰۰۰ متر مربع زیربنا وسعت در دو طبقه، در سال ۲۰۰۵ تأسیس گردید.
طرح این مرکز خرید تاکنون برنده جایزهٔ سراسری در آمریکا نیز گردیده‌است.